# Анирацетам

1-(4-метоксибензоил)-2-пирролидон

Анирацетам (англ. Aniracetam), или драгонол, — рацетам, разработанный в 1970-х годах швейцарской фармацевтической компанией F. Hoffmann-La Roche AG как ноотроп, химической структурой которого является 1-(4-метоксибензоил)-2-пирролидон. Был рекомендован для лечения когнитивных нарушений, но в настоящее время в медицинской практике не используется. Основной способ его синтеза включает реакцию 2-пирролидона с анизоилхлоридом в присутствии триэтиламина.